# 涢州
涢州，南北朝时西魏、北周设立的州。
西魏在今湖北省随州市西南涢水流域设置涢州。周武帝天和二年（567年）四月，合并东南诸州：废除涢州，并入唐州；废除洞州，并入湖州；废除油州，并入纯州；废除沮州，并入襄州。